# Crazy Frog Presents More Crazy Hits
Crazy Frog Presents More Crazy Hits é um álbum de estúdio do Crazy Frog, lançado em 2006 pela Universal Music.